# 이론화학
이론화학이란 이론적인 모델과 수식을 바탕으로 기존 실험 사실을 설명하거나 미지의 물질의 성질을 예측하는 연역적인 화학의 방법론 중 하나이다.
이에 반해 다수의 실험 사실로부터 그 뒤에 있는 보편적인 이론을 이끌어내는 방향으로 접근하는 화학의 방법론은 실험 화학이라고 한다.

## 개요
물질 안의 원자와 전자는 양자역학 법칙을 따른다. 그 때문에, 이론화학에 있어 물질을 취급하는 데에 기본이 되는 것은 슈뢰딩거 방정식이다. 또한, 많은 분자와 원자, 전자를 취급하는 경우에는 통계역학에 기초하여야 할 필요성이 있다. 이들 방법에는 많은 계산이 필요하므로, 이론화학은 계산화학에 밀접한 관련이 있다.

## 연관된 분야
- 양자역학
- 양자화학
- 통계역학
- 계산화학 또는 전산화학

## 같이 보기
- 물리화학
- 무기화학
- 유기화학